# Vauchelles-les-Quesnoy
Vauchelles-les-Quesnoy è un comune francese di 822 abitanti situato nel dipartimento della Somme nella regione dell'Alta Francia.

## Storia

### Simboli
La quercia (in lingua piccarda tchéne o quéne) allude alla seconda parte del toponimo: Le Quesnoy era una signoria separata prima di diventare parte dell'attuale comune e deve il nome alla presenza di un querceto.
Il capo ricorda la famiglia de Cacheleu (d'azzurro, a tre zampe di lupo d'oro) poiché uno dei suoi rami detenne la tenuta di Vauchelles dal 1610 fino alla Rivoluzione francese. Il termine cache-leu indica in piccardo il "cacciatore di lupi".

## Società

### Evoluzione demografica
Abitanti censiti